# Lederblättriger Weißdorn

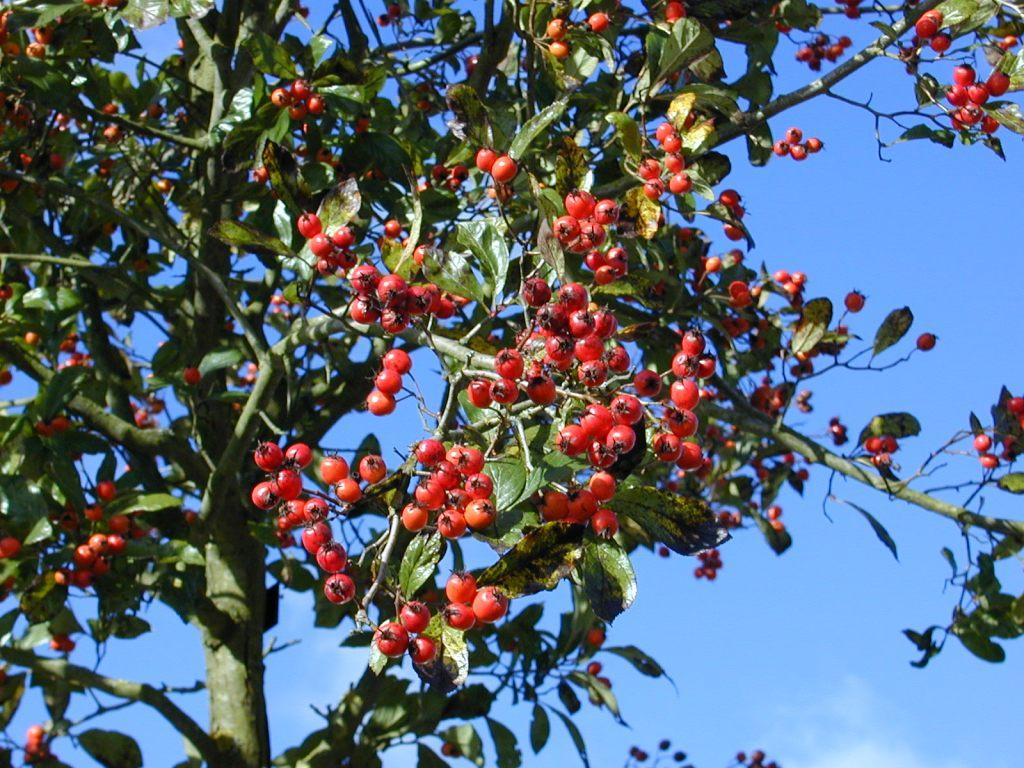
Früchte

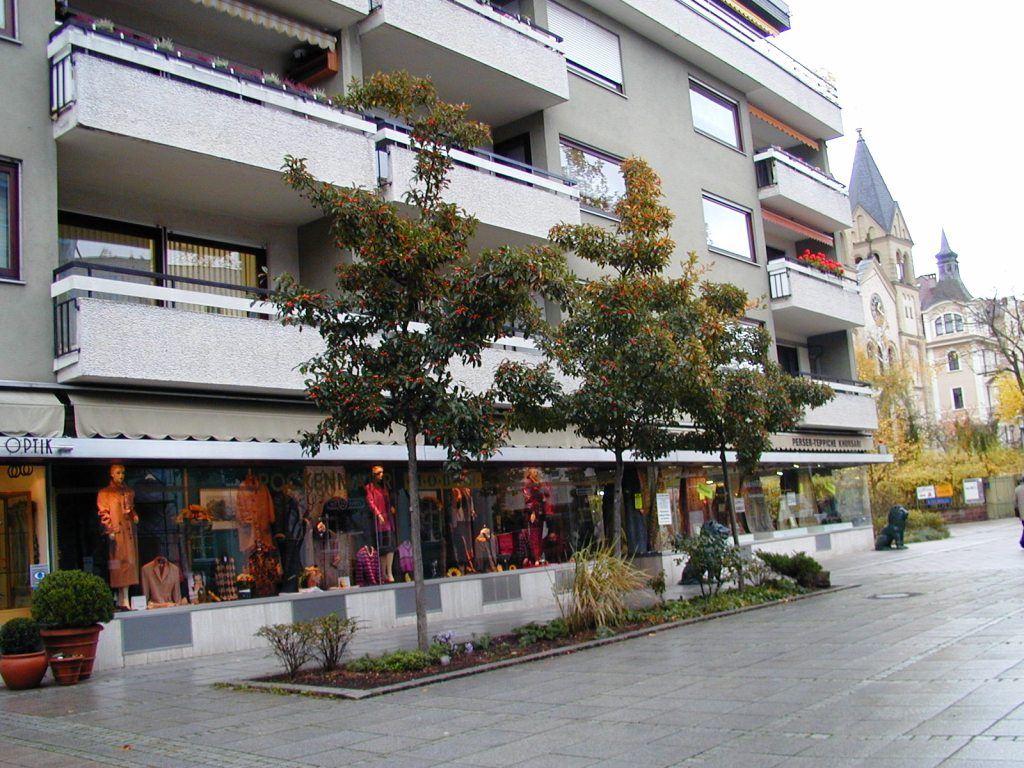
Straßenbäume in Bad Kissingen

Bei dem Lederblättrigen Weißdorn oder Apfeldorn (Crataegus × lavallei 'Carrierei') handelt es sich um die Sorte 'Carrierei' von „Lavallées Weißdorn“ (C. × lavallei Herincq ex Lavallée), der 1870 in Frankreich gezüchtet wurde. Lavallées Weißdorn ist eine Kreuzung des Hahnensporn-Weißdorns (Crataegus crus-galli) mit Crataegus gracilior J.B.Phipps (Syn.: Crataegus pubescens f. stipulacea Stapf).

## Beschreibung
Der bis zu 7 m hohe, laubabwerfende, spät austreibende kleine Baum fällt durch dekorativen Fruchtschmuck auf. Die Pflanze hat starke bis 5 cm lange Dornen. Die ledrigen Blätter sind ungeteilt, eiförmig und wechselständig, ihr Rand ist gesägt. Sie haften bis in den Winter. Das Herbstlaub ist auffallend orangegelb.
Die weißen Blüten mit rosa Staubgefäßen erscheinen im Mai–Juni. Die reifen Apfelfrüchte sind orangerot bis ziegelrot und 1 bis 2 cm groß. Sie bleiben oft bis zum Januar auf den Bäumen.

## Nutzung/Verwendung
Der Lederblättrige Weißdorn wird gern als attraktiver Straßenbaum zur Begrünung der Innenstadt (z. B. Mainz, Bad Kissingen, Vatikanstadt) wegen seines dekorativen Fruchtschmucks und der Färbung des Herbstlaubs gepflanzt. Meist handelt es sich um die Sorte Crataegus × lavallei 'Carrierei'. Der Baum ist stadtklimafest, trockenheits- und schnittverträglich. Diese Sorte trägt im Mai weiße Blüten mit rosa Staubgefäßen, die Frucht ist recht groß.
Die Früchte werden aber nur selten in der Küche verwertet.
Die Sorte 'Aurora' wächst aufrecht, kompakt mit hellorangefarbenen Früchten, die bis in den Winter haften.